# 袁宏道
袁宏道（1568年12月24日—1610年10月22日），字中郎，號石公、六休、石頭居士，湖廣荆州府公安縣（今湖北省荆州市公安县）人，明代官員與作家，與其兄袁宗道、弟袁中道並有才名，合稱「公安三袁」:2246。袁宏道官拜吳縣知縣、京兆教官、礼部儀制司主事、驗封司主事、稽勳司郎中，三仕三隱，是清流官員。袁宏道為人自命不凡，才華洋溢，提倡詩文改革運動，批評前後七子的擬古派，強調個性和自然情感，提出「獨抒性靈，不拘格套」的口號，開創了文學史上著名的「公安派」。袁宏道詩歌平直清新，自由明瞭，其遊記舒適恬美，書信直接清晰，兩者都是小品文典範。宗教方面，袁宏道熱衷於佛教，常焚香參禪。明清兩代對袁宏道之詩颇为推崇，1930年代則對其小品文評價較高，其作品一直受人廣泛閱讀，對後世文學有廣大影響。

## 家世
袁宏道的先世武勇好俠，家境富裕，為鄉里中的望族。曾祖父袁映豪俠仗義，曾率領鄉里子弟自衛抗賊。祖父袁大化為人慷慨，能救災活民。父親袁士瑜屢敗科場，卻頗富學問，對袁宏道兄弟啟迪教導有功。外祖父龔大器，官至河南布政使，聲望頗佳。舅父龔仲敏、龔仲慶都儒雅能文，分別官拜山東嘉祥縣令及兵部郎。外祖父家對袁宏道也有開明而良好的教育:5-7。

## 履歷
《萬曆二十年壬辰科進士履歷》：袁宏道，六休，書三房，戊辰十二月初六日生。公安人，戊子鄉試，三甲九十二名。礼部政，授吳縣知縣，丁酉改教，戊戌改順天府教授，己亥升國子監助教，庚子升禮部主事，辛丑养病，丙午補原职，丁未補驗封司主事，戊申調文選司，己酉升考功員外，本年陕西主考，庚戌升驗封司郎中，本年养病，卒。

## 生平

### 少年及壯年
袁宏道7歲喪母，由庶祖母詹氏撫養長大，小時候就善寫八股文:5、145，少年時已有文學天賦，15歲時在故鄉組織和領導一個文學社團。1588年，袁宏道考中舉人:2247。1590年春，袁宏道兄弟首次到武昌拜會李贄，次年袁宏道再到麻城探訪李贄，一住三月，拜李贄為師，思想和文學觀都為之大變:7-8，受李贄讚譽為「識力膽力，皆響絕於世」。1592年袁宏道高中進士，但他對官場並不熱衷，沒有立即進入仕途，而是與兄弟相互切磋論道:2247，三袁與外祖父龔大器，舅父龔仲敏、龔仲慶共六人，組織「南平社」論學作詩。1594年十二月，袁宏道受命為吳縣知縣，翌年十二月到任。他治事精敏，政聲極佳，革除吳縣許多稅制弊端，去除了幾個惡吏，使地方風氣有所改善，頗受吳民愛戴:9-10。袁宏道在吳縣兩年間，遊覽過蘇州不少名勝古跡，如虎丘、天池、靈巖，東西洞庭、姑蘇台等。他無法忍受做縣令事務繁雜，而且當時吏治敗壞，宦官專權，做縣令動輒得咎，遂決心辭職，但三次請辭都不獲准。1596年八月，袁宏道患瘧疾，一病五月，他以重病為由第四度請辭，終於在1597年二月獲准:11-13。

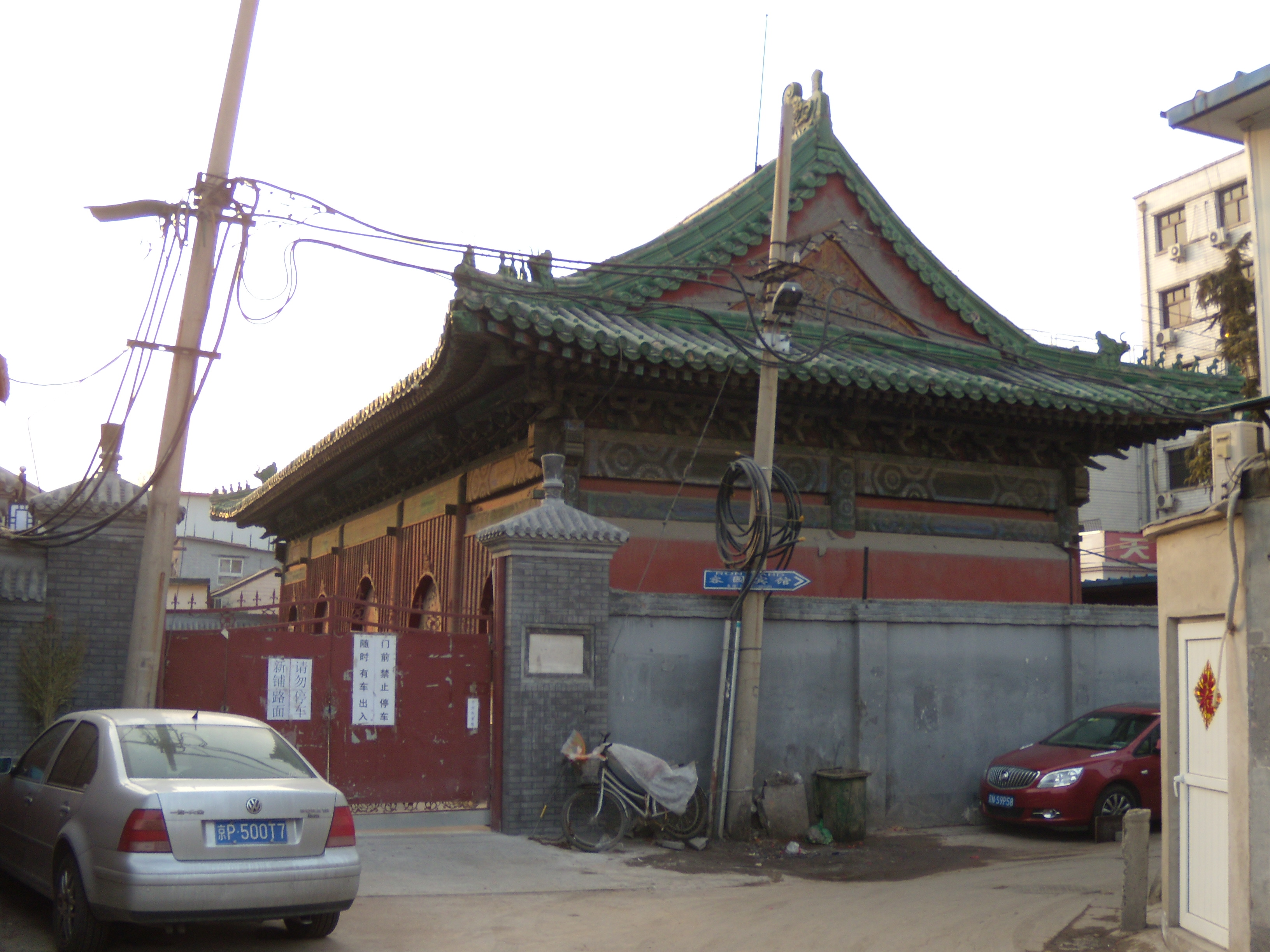
袁宏道曾在崇國寺（護國寺）主持蒲桃社，談禪論詩。

袁宏道辭官後即到西湖等地遊覽，歷時三月，遊踪在江蘇、浙江兩省中:15，並與陶望齡等人切磋文學:2247，然後在真州暫住下來，日子安閑而愉快。1598年春，正在京師任職的兄長袁宗道來信催促入京，袁宏道遂到北京出任順天府儒學教授。不久，三弟袁中道也來到京師，三兄弟得以聚首:16、18。他們邀請供職京城的朋友組織「蒲桃社」，社址在城西崇國寺，主要成員除三袁外，還有黃輝、陶望齡、潘士藻、劉日升、吳用先、李騰芳等人。他們一起論學、作詩、參禪、飲酒，偶爾也討論政治，批評時事。京兆教官是個閑缺，袁宏道這時生活安定，心情閒適，1600年三月，由國子監助教轉任禮部儀制司主事:19-20。

### 中年
1600年六月間袁宏道有廬山之遊，到秋天因病告假，回到公安；:20十一月接到兄長袁宗道過世的消息:21，大受打擊，與弟弟袁中道一同辭官，其後素食數年，以求替亡兄祈福:2247。他在公安城南買下窪地300畝，名為「柳浪」，當中有一片大湖，湖邊環繞萬株柳樹和假山，在此隱居六年，期間潛心研究佛理，往來的朋友也大多是僧侶:21、76。1604年八月，袁宏道曾與諸僧侶同遊德山，同年受公安縣令錢胤選所託，開始編《公安縣志》。隱居六年後，袁宏道開始靜極思動，父親亦勸他再出仕。1606年（萬曆三十四年丙午）秋天，袁宏道偕同袁中道上京，補禮部儀制司主事:23、25-26。1607年秋天，妻子李氏去世，袁宏道以因公探訪謝鵬舉之便，扶靈回鄉，翌年二月回到公安，住了兩個月便北上，扺京後補吏部驗封司主事，攝選曹事，以明快手法改正吏員營私之弊，並為選曹立下考查制度，很得太宰孫丕揚賞識。1609年秋天，袁宏道授任為陝西鄉試主考，親自閱卷，擢拔了不少人才，並乘主考之便，遍遊關中名勝。1610年，袁宏道升任稽勳司郎中，二月與袁中道一起南歸，立志歸隱，日常生活大多是焚香靜坐，吃齋茹素，做些清心寡欲的工夫。九月時遽然病逝，年42:27-29。
袁宏道死後公安縣和吳縣兩地都為其建造祠堂，以表紀念:2248。袁宏道在公安三袁中聲名最著:105，三兄弟都主張寫作要清新活潑，自然率真，開創了文學史上著名的「公安派」:2247。

## 文學

### 文學批評
袁宏道的文學理論深受徐渭及李贄影響，「性靈」等說源自王世貞:129、131、121，其文論的核心是歷史的文學觀。他認為文學隨時發展，一朝有一朝的環境，文學的形式與風格也無法保持不變:147，應以歷史發展的眼光看待文學，既不貶低過去，也認識到復古者的局限，不能以當代語言創作，就不能完全真誠地表達自我:106。無論過去有多麼輝煌，都無法重現，無論一個作家模擬古人有多成功，他的作品也不過是一件假古董:147。他批評模倣古代作家:160，主張詩文都要有自由的心靈、自由的表現，抨擊擬古派是空洞的模倣:287，反對當時流行的詩學帶來同質而單調的詩風:106，將明代文學的衰落歸因於以模擬為尚。正因唐代詩人無意模擬，唐詩才成為經典；復古派在唐代詩人身後亦步亦趨，這正是復古派無法獲得唐詩真致的原因:148-149。三袁認為，復古派定立的文學樣板（秦漢文與盛唐詩）過於狹隘，盛讚晚唐與宋元的作品。袁宏道質疑漢文唐詩的優越性，致力提高宋詩的地位，認為宋詩優點在取材廣泛，內容豐富:152-153，並推獎擬古派最避忌的兩位詩人白居易與蘇軾:287，甚至認為蘇軾有過於杜甫:152。
袁宏道強調個性和自然情感:162，最知名的口號是「獨抒性靈，不拘格套」，前一句強調個人的重要性和情感的真實性，後一句強調文體和形式的自由。性靈的意義在於忠於自我，從一首好詩中，可見詩人的個性與情感:154-155、157，「一一從自己胸中流出，此真新奇也」。他相信真正的美是樸實無華的，任何有意識的提煉與修飾不僅徒勞無功，還會破壞自然之美，文飾與技巧是無用的:159、162。他推崇白話形式:105，認為唯一可能流傳的當代作品，是街頭婦孺所唱的民歌，因為這些歌曲「能宣於人之喜怒哀樂嗜好情欲」:163。作品應表現「趣」，「趣」指一個人天性中的風采或風味，以及通常見於小孩而大人少有保存的一種本能的喜悅:165。

### 詩歌
袁宏道早期的詩歌深受前後七子影響，以模擬唐詩為目標，自會見李贄後，詩風劇變，著重自由表現，真誠而不拘格套，平直清新:49-50、54、62，自然平易，一如其偶像白居易、蘇軾等人的詩風:106。袁詩一反擬古派的風格，自由明瞭，能反映現實。五古《二月十一日崇國寺踏月》：「寒色浸精藍，光明見題額。踏月遍九衢，無此一方白。」早春寒冷的月光浸照寺院，山門上的題額亦清晰可見，京城街道上的月光，通處都不及這兒的白:288。袁宏道也有批評時政之作，《猛虎行》和《逋賦謠》是對當時重稅及礦吏的抗議，有點白居易「新樂府」的精神。袁宏道喜歡用樂府詩體，作有一組17首的「擬古樂府」，如《妾薄命》，頗有民歌情調:33、56-57，偶爾會採用口語化詞語，如《放言效元體》中的「鵝炙」、《淮安舟中》的「魚子飯」、「蛤蜊湯」。袁宏道偶爾也會採用民歌體，如《採蓮歌》、《橫塘渡》，兩詩採用女性的口吻，用詞平易，意思清楚:58、54-56。
袁宏道詩歌主題廣泛，從社會交往到個人思想，從自然景致到歷史懷古，均有涉獵。他的政治詩有的調笑諷刺，如《醉鄉調笑引》「天有酒則不傾，國有酒則不爭」，有的嚴肅討論，如《猛虎行》和《逋賦謠》，直接批評政府的重稅與暴行。他的哲理詩則多具佛道色彩，常表達人生短暫、功名利祿易逝的主題:59-61。中年以後，袁詩常以「閑愁」為主題，風格沖淡寧靜，如《潞河舟中和小修別詩》、《途中口占》。袁詩缺點是空疏鄙俚淺俗:67、54、64，近體詩部份過於隨便，流於「油滑」，如七律《暮春同謝生汪生小修遊北城臨水諸寺至德勝橋》「淺綠疏黃是處有，泥人真自勝姬鬟」，謂暮春園林的色彩纏繞人心，其愉悅勝過美人的纏綿:289。

### 散文
與唐宋散文不同之處在於，袁宏道喜愛使用抒情風格，較少用哲學或說教的方式:78。遊記中，以遊西湖的文章最多:15，大部份遊記記錄蘇杭兩地城裏城外的名勝，也寫了一些北京地區的遊記:6，此外以八篇短文組成一個系列，記敘了1601年的廬山之行；其後用一系列的文章描寫1604年的德山之旅、1609年的華山與嵩山之旅:130。與徐霞客相比，袁宏道遊記相當城市化，代表作《虎丘》一文，寫於袁宏道辭去吳令後不久，文章重心不在山水景色，著墨最多的中秋夜在虎丘舉行的一場音樂會，以細膩的筆觸，描寫遊人的歌喉、樂器，以及飲酒歡會的情形，寫的是都市生活，不是山林文學。《晚遊六橋待月記》則給人舒適恬美之感:6、8。袁宏道遊記中對自然的欣賞，往往止於感性的描繪，而缺乏托意深遠的意境。他往往藉著相關的地名，品評古人或史事。如《孤山》，對宋代林逋的「妻梅子鶴」，致以景仰之意，並對自己之有妻室深表悔懊。《靈巖》中則為西施辯白，認為歷來將亡國之罪歸咎於君王好色是不切實際的。在這種議論性的遊記中，描寫的功能往往退居其次，論辯的作用反居其首:9。
袁宏道在遊記中有非常突出的形象，善用對話來寫遊記，如《文漪堂記》、《良鄉三教寺記》，除了在篇首有一小段敘述外，全篇都是由幾個人的對話所構成，但這類遊記往往失之零碎鬆散，結構上不嚴密。晚年的遊記《華嵩遊草》，風格上與早期作品頗有不同:10，篇幅加長了，描寫更細膩，議論則較少；遣詞造句上，口語的成份減少了，排偶則增加，如《華山別記》「是日也，天無纖翳，青厓紅樹，夕陽佳月，各畢其能，以娛遊客，夜深就枕，月光蕩隙如雪」一段，8句中有6句是四字的，可見作者的良苦用心:11。
袁宏道的書信尺牘是晚明小品文的典範之作，話題廣泛，涉及從政治議題到生活瑣事，體現了對陳規故套的蔑視和反抗精神。袁宏道書信的生命力，源於他願意暴露內心深處的自己，與讀者分享私密經驗。在寫給沈寅的信裏，袁宏道勾勒了這幅自畫像：「弟支離可笑人也，如深山古樹根，虬曲臃腫，無益榱棟，以為器則不受繩削，以為玩則不益觀。」:72-73、78其幽默感在書信中表現無遺，不僅取笑自己，也拿朋友取樂。在給吳化的信裏，他開起自己所患瘧疾的玩笑，以輕鬆的口吻寫下自己的痛苦，態度舉重若輕而富幽默感。其書信用語簡明而直接，少有用典或古辭，有力而清晰，能掌控口語，如「我不管他，他亦照管不得我也」，與口語毫無二致:82-84。袁宏道《瓶史》先談到花的靈魂，「夫花有喜怒寤寐曉夕，浴花者得其候，乃為膏雨」，然後談愛好花的人，最後談正確的賞花方式，文章措辭簡練，見解深刻，是「獨抒性靈」的結果:76-77。

### 小說、戲曲
受李贄的影響，袁宏道甚為欣賞通俗小說:166，將《水滸傳》和《金瓶梅》等同於儒家經典:2248，他是第一位評點《金瓶梅》的學者，認為《金瓶梅》不僅是誨淫之作，還包含道德教訓，在情慾描繪的背後，有嚴肅的教化意義:168。袁宏道並著有歷史小說《東西漢演義》，又修改了周朝俊原作的戲曲《紅梅記》:2248。

## 性情與嗜好
袁宏道是清流官員，不同流合污，偶爾也感時憂國，為民呼號，明代思想家中最推崇王陽明:34、38。他以風雅自命，避忌俗人，甚至自稱最怕入城，有時絕意仕進，但又無意做一個深山隱者，辭官幾年住在莊園「柳浪」，便有些耐不住寂寞，有出山的念頭:5-6。袁宏道性格甚為傲慢，曾將同代人描述為「甕中雞」，而以「雲外鵠」自況，為人放曠自高，自信豪放，覺得自己的思想、人格、詩文都高人一等，輕蔑世人，自命不凡:140、42-43，其名士習氣，頗受竹林七賢嵇康之流影響。他原本極好女色，中年以後則有了戒色的念頭:37、22。
袁宏道閒居期間，每天讀書、作詩、參禪，閑暇時遊山玩水、下棋。他有很多特殊癖好。他不善飲酒，卻很講究飲酒的種種規矩，對飲器、酒質、酒品都有獨到研究；又有茶癖和花癖，曾比較龍井與天池兩地茶葉的優劣，辨鑑入微:16、44。袁宏道熱衷遊山玩水成癖，喜愛遊覽名勝，如北京城滿井、崇國寺等，寫下《滿井遊記》等文紀遊:6、12。他所謂的山水癖，只是過厭了城市中喧囂的日子，想到郊外清靜一下。他真正嚮往的生活，是既有城市的方便，又有山林的清幽。他更喜歡將山水庭園化，自築「柳浪」，充滿小橋流水式的江南風光:7-8。在山水之樂不可得時，則轉而嗜於花卉盆景之間:44。案頭的瓶花，也可以滿足他的部份山水慾。他的《瓶史》就是一本專講插花的小冊子，其中對花的種類、品第，插花器具、用水等都精心講究:8。

## 宗教
袁宏道往來於儒、釋、道三教，深信輪迴與鬼神之說，經常吃齋茹素，焚香靜坐，儼然是個居士，寫過許多為寺院募捐的文章，日常生活中有許多僧侶朋友，頗以自己在禪學上的造詣而自豪，其佛教思想傾向消極避世，而無普渡眾生的擔當:38-40。1597年，袁宏道與友人一同造訪雲棲山，認識了高僧祩宏。當時他尚未有直入念佛法門之意，還是希求能遊步於「見性之道」的禪。在北京時，袁宏道指出當時修禪者學人賣弄，濫用悟道意識的亂象:269-271，批評士人往往以為悟得容易，便不肯修行，以致走火入魔:39。其後他寫成《西方合論》，借由淨土以發揚禪宗，合禪宗與淨土宗二者加以論述，以「禪、淨一如」為修道的大前提，以追求悟道之路:271。撰寫《西方合論》時所參照的內典，包括龍樹、智顗、李通玄、永明延壽等大德的論著，也受到袾宏《阿彌陀經疏鈔》的影響，書中流露的念佛思想，接近袾宏的教學理念。袁宏道友人虞淳熙將《西方合論》與《阿彌陀經疏鈔》、永明延壽《萬善同歸集》等書相提並論，推崇其價值:272。《西方合論》10卷收入智旭《淨土十要》，此外袁宏道撰有禪宗著作《宗鏡攝錄》12卷:2248。

## 評價
明清兩代對袁宏道之詩評價較高，1930年代則對其小品文評價較高。竟陵派的鍾惺認為學習袁宏道的弊病有過於學習高攀龍，尤其不喜歡袁宏道閑散的文風:45、190-191。錢謙益讚賞公安派的獨立精神，卻批評袁宏道導致明代詩風鄙俗空疏。清代批評家指責袁宏道忽視詩律，用語過於淺白:194、68，其著重自我表現的文學觀是鄙俚而空疏的。沈德潛指責三袁導致「詩教」衰微，危及明朝國祚:108、46。四庫館臣讚賞公安三袁使「詩文變板重為輕巧，變粉飾為本色，致天下耳目於一新」:189，卻認為袁宏道「第喜逞才辨，不自知其言之過也」，要為明代社會的衰落負一定責任。袁宏道文集在乾隆時，被列入禁書目錄中:2248，受詆為異端邪說，被認為應為明代詩歌的衰落負責，他的詩甚至被視為「亡國之音」，預示了明朝的滅亡:46。
20世紀初新文學運動後，袁宏道的名譽得以恢復，經歷三個世紀的批評和忽視後，他在1930及1940年代成為文學英雄。1930年代，林語堂和周作人鼓吹小品文，袁宏道的散文被視為小品文的典範，袁宏道被視為明代的重要散文作家，也被描述為一位名士：沉浸於文學與藝術，鄙棄陳言故套和社會規範，壓惡政治:108、70、73。《瓶史》是晚明典型的閒適小品，很受林語堂推崇:8。周作人相信白話文運動正源於公安派傳統，胡適的文學理念是袁宏道理論的現代版本，袁宏道是胡適的前驅:196、262。周作人又讚賞公安三袁的文章「清新流麗……不在文章裏面擺架子」，詩歌「巧妙而易懂」，但也批評他們的文章「過於空疏浮滑，清楚而不深厚」，並且不喜歡袁宏道涉足於禪宗與淨土宗:187、191。
袁宏道的作品也傳到日本，深受江戶初期僧人深草元政喜愛，稱其「樂府妙絕，不復可言」:290。

## 影響
袁宏道反對李攀龍、王世貞的文學觀點，「一掃王、李雲霧」:2247，他去世時，公安三袁的詩風已取代擬古派，吸引住當時的詩人:289，導致復古派衰落。袁宏道是公安派的領袖，改變了公安派中其他成員如袁宗道、黃輝的詩風:121、146，三袁興起以後，自我表現連同一種個體的聲音，成為晚明文學界的趨向:136-137。袁宏道的詩歌和小品文，一直受人廣泛閱讀，他的一些文學批評觀點，到明末已成為老生常談。公安三袁推崇白話形式，為抬高小說、戲曲的地位開闢了空間，奠定其發展基礎:106。袁宏道極力推崇作家徐渭，大大提高徐渭的身後名:126、129。公安派在破除擬古主義和倡導個性主義方面，一時獲得很大的成功，但其影響不久即衰微。清朝初年，金聖歎精神上繼承了公安派，也表現出強烈的個性主義觀點；提倡「性靈」的袁枚也繼承了公安派的一些觀念:166、177。清政府盡力減小公安派的影響，三袁的作品被列入《清代禁毀書目四種》。袁宏道散文對20世紀的中國文學產生重大影響，林語堂的文論部份源自受袁宏道:195、70、228，他借用袁宏道的話，拈出「性靈」二字，來提倡寫幽默趣味的小品文，提出以袁宏道「獨抒性靈，不拘格套」的口號作為小品文的寫作原則:223、227。袁宏道又撰有專論插花的《瓶史》1卷，該書在18世紀傳入日本，啟發花道「宏道流」，流傳至今:2248。